# Домброва-Доленґі
Домброва-Доленґі (пол. Dąbrowa-Dołęgi) — село в Польщі, у гміні Шепетово Високомазовецького повіту Підляського воєводства.
Населення — 115 осіб (2011).
У 1975-1998 роках село належало до Ломжинського воєводства.

## Демографія
Демографічна структура станом на 31 березня 2011 року:
|          | Загалом | Допрацездатний вік | Працездатний вік | Постпрацездатний вік |
| -------- | ------- | ------------------ | ---------------- | -------------------- |
| Чоловіки | 57      | 16                 | 29               | 12                   |
| Жінки    | 58      | 13                 | 30               | 15                   |
| Разом    | 115     | 29                 | 59               | 27                   |